# NTR: Netsuzou Trap
NTR: Netsuzou Trap (яп. 捏造トラップ-NTR- Нэцудзо: Тораппу -NTR-, букв. «Ловушка лжи») — манга Наоко Кодамы, выходившая с ноября 2014 в журнале Comic Yuri Hime по 18 декабря 2017 года. Главы были переизданы в виде томов. Первый вышел 18 июня 2015 года. Всего выпущено 6 танкобонов.
Премьера аниме-адаптации производства студии Creators in Pack состоялась 5 июля 2017 года.

## Сюжет
История повествует о Юме и Хотару, двух подругах детства, которые, поступив в старшую школу, решают полностью войти во взрослую жизнь. Для этого подруги принимают решение завести парней и подготовиться к жизни после выпуска из школы. Вскоре каждая из них находит себе спутника по жизни, и чтобы не потерять уверенности перед своим партнёром по любви, Хотару предлагает Юме провести тренировочный поцелуй друг с другом. С того самого дня у девушек начинают просыпаться друг к другу романтические чувства, из-за чего они стали тайно встречаться друг с другом, при этом они обе вынуждены скрывать свои тайные отношения от своих же парней.

## Персонажи
Юма Окасаки (яп. 岡崎由真 Окасаки Юма) — главная героиня истории, подруга детства Хотару и девушка Такэды. Стеснительная и неуверенная в себе девушка. Сексуальные приставания Хотару ставят её в неловкое положение и заставляют разрываться между ней и Такэдой. Юме гораздо легче сопереживать, чем её подруге.
Сэйю: Аи Какума
Хотару Мидзусина (яп. 水科ほたる Мидзусина Хотару) — главная героиня истории, подруга детства Юмы и девушка Фудзивары. Весёлая, уверенная и умная. Встречалась с парнями, пытаясь отказаться от своих чувств к Юме. Именно она инициирует «тренировочный» поцелуй между подругами и вовлекает Юму в сексуальные отношения. Как отмечает Аллен Муди в обзоре для THEM Anime, если бы Хотару была мужчиной, то ей не удалось бы отделаться от ярлыка «шовинисткой свиньи».
Сэйю: Хироми Игараси
Такэда (яп. 武田) — парень Юмы. Влюблён в неё всем сердцем; постоянно приглашает её на свидания, но из-за её сложных отношений с Хотару он всегда терпит неудачу, хотя критики отмечают, что он гораздо больше подходит Юме, чем Хотару. Не подозревает о тайных отношениях подруг.
Сэйю: Рёта Осака
Фудзивара (яп. 藤原) — парень Хотару. Изменяет ей. Первый, кто узнал о тайных отношениях Юмы и Хотару, из-за чего решил шантажировать девушек ради собственных целей. Под давлением Такэды признался Юме, что его отношения с Хотару были лишь для виду, и решил оставить девушек в покое.
Сэйю: Дайсукэ Оно

## Медиа

### Манга
NTR: Netsuzou Trap выходила в журнале Comic Yuri Hime с ноября 2014 по 18 декабря 2017 года. Главы были собраны и изданы в виде 6 танкобонов, публиковавшихся с 18 июля 2015 года.
Автор манги Наоко Кодама изначально думала об истории о двух невестах, но решила, что тогда бы персонажи были слишком взрослыми. Тогда она «омолодила» двух главных героинь, отправив их в старшую школу, и результат — «сочная мыльная опера» — ей понравился. NTR в названии является сокращением от нэторарэ, что обозначает измену в японском. В данной истории героини изменяют своим парням, вступая в отношения друг с другом.

#### Список томов
| № | Дата публикации                                            | ISBN                                                                 |
| - | ---------------------------------------------------------- | -------------------------------------------------------------------- |
| 1 | 18 июня 2015 года                                          | ISBN 978-4-758-074339                                                |
| 2 | 18 марта 2016 года                                         | ISBN 978-4-758-075282                                                |
| 3 | 18 ноября 2016 года                                        | ISBN 978-4-758-076159                                                |
| 4 | 18 апреля 2017 года                                        | ISBN 978-4-758-07659-3                                               |
| 5 | 18 июля 2017 года 18 июля 2017 года (ограниченное издание) | ISBN 978-4-758-07709-5 ISBN 978-4-758-07716-3 (ограниченное издание) |
| 6 | 18 января 2018 года                                        | ISBN 978-4-758-07770-5                                               |

### Аниме
Аниме-адаптация, снятая режиссёром Хисаёси Хирасава на студии Creators in Pack, транслировалась в Японии с 5 июля по 20 сентября 2017 года. Одновременный показ по всему миру проходил через сервис Crunchyroll. Words in Stereo и Юити Утибори написали сценарий, а Масару Кавасима создал дизайн персонажей. Начальная композиция Blue Bud Blue была исполнена Харукой Тодзё, а завершающая Virginal lily — Акирой Айкасэ.

#### Список серий
| № серии | Название | Трансляция в Японии   |
| ------- | --- | --------------------- |
| 1       | Девичьи секреты «Оннаноко До:си но Химицу» (女の子同士のヒミツ)                                                  | 5 июля 2017 года      |
| 2       | Неужели они… «Ано Футари ттэ са…» (あの二人ってさ…)                                                              | 12 июля 2017 года     |
| 3       | Попрактикуемся снова? «Мата Рэнсю: Сиёкка» (また練習しよっか)                                                    | 19 июля 2017 года     |
| 4       | …Я тоже изменяю «…Ватаси мо Уваки Ситэру?» (…私も浮気してるし?)                                                  | 26 июля 2017 года     |
| 5       | Меня тошнит от себя… «Дзибун га Ия дэ Сикатанай Ё……» (自分が嫌で仕方ないよ……)                                    | 2 августа 2017 года   |
| 6       | Ты думала, я собираюсь тебя поцеловать? «Кису Сарэруто Омотта?» (キスされると思った?)                            | 9 августа 2017 года   |
| 7       | Мы всегда будем лучшими друзьями, верно? «Синъю: дэ Ирарэру ё нэ?» (親友でいられるよね？)                        | 16 августа 2017 года  |
| 8       | Неконтролируемые чувства «Сэигё Дэкинай Кандзё:» (制御できない感情)                                              | 23 августа 2017 года  |
| 9       | Дай мне свою простуду «Ватаси ни, Кадзэ Уцуситэ……?» (私に、風邪うつして……?)                                      | 30 августа 2017 года  |
| 10      | Какие у нас отношения? «Коно Канкэи ва Нани Нандаро:» (この関係は何なんだろう)                                   | 6 сентября 2017 года  |
| 11      | Спасибо и прости меня «Аригато:, Гомэн нэ» (ありがとう、ごめんね)                                                | 13 сентября 2017 года |
| 12      | Почему я раньше этого не поняла? «До:ситэ Имамадэ Кидзука Накатта Ндаро:» (どうして今まで気づかなかったんだろう) | 20 сентября 2017 года |

## Критика
Манга NTR: Netsuzou Trap была встречена критиками противоречиво. Ребекка Сильверман в обзоре для Anime News Network оценила серию на C+. Она отметила, что это довольно необычная юри-история, очень схожая с яоем из-за сексуально-агрессивной природы романа. Сильверман отметила, что в произведении сильно намекается, что Хотару использует парней, чтобы забыть о своих чувствах к Юме, а то, что любовь Хотару к подруге сложно заметить, может быть отражением скрываемых чувств из-за предыдущих проблем. Читатель гораздо лучше понимает Юму. Впрочем, это хорошо, что произведение представляет разнообразие для тех, кого интересуют подобные истории. В то же время она отметила, что не совсем добровольный роман заставляет чувствовать себя некомфортно и в начале Такэда выглядит гораздо лучшей парой для Юмы. Сильверман также раскритиковала, как нарисована верхняя часть тел персонажей, и похвалила изображения ног персонажей. Транс-активистка Кэт Каллахан согласилась с Сильверман, что серия не является типичным юри. Серия отражает цикл насилия, когда речь заходит о Хотару, так что в результате Юма тоже становится жертвой. Основатель Yuricon Эрика Фридман описала историю как «криптастическую», сказав, что она о том, как девушки раздеваются и трогают друг друга, пока их парни «выгодно отсутствуют в комнате». Шон Гофри в обзоре для Manga Bookshelf отмечает, что первый том больше подойдет не своей целевой аудитории, а парням за 18, находящим привлекательными отношения двух девушек.
Схожее впечатление оставляет и аниме-адаптация. Произведение поднимает сложные вопросы: измена, сексуальное насилие и подчинение, — но не исследует их в деталях. Отчасти из-за своего формата — длина серий укорочена и составляет всего 9 минут. NTR остается скорее мыльной оперой, обычной подростковой мелодрамой, в которой Юма пытается разобраться в том, кого из двух «поклонников» она действительно любит. В произведении много сексуальных деталей, вплоть до мягкого порно. Оно не такое «чистое», как относящиеся к эсу произведения, обычно доступные на Западе. Аниме — мусор, но из той категории, где ты наслаждаешься просмотром.
Никто из персонажей не состоит в здоровых отношениях. Хотару практически силой в начале склоняет Юму к сексуальным действиям. При этом Фудзивара использует физическое и сексуальное насилие по отношению к самой Хотару, шантажируя её тем, что расскажет всем об отношениях девушек.
Критики в большинстве сошлись, что это произведение для тех, кто хочет наблюдать за двумя девушками в сексуальных ситуациях.